# Carl Heinrich Gleichen
Baron Carl Heinrich von Gleichen (ur. 1733, zm. 1807) – duński i austriacki dyplomata. 

## Życiorys
Z pochodzenia Duńczyk. Był duńskim posłem nadzwyczajnym w Paryżu. 15 marca 1766 gościł u niego na obiedzie polski poseł nadzwyczajny Feliks Franciszek Łoyko. Jakiś czas później przeszedł potem na służbę Austrii.
W latach 1768–1770 sprawował funkcję ambasadora Austrii we Francji. Później był ambasadorem w Królestwie Neapolu. Przebywał tam od 1 lipca 1771 do 15 sierpnia tego roku jako poseł nadzwyczajny (Envoye extraordinaire).
Jego krewnym był hrabia Carl Friedrich von Hatzfeldt-Gleichen (1718–1793).